# Arnö församling
Arnö församling var en församling i Uppsala stift i nuvarande Enköpings kommun i Uppsala län och Strängnäs kommun i Södermanlands län.

## Administrativ historik
Församlingen har medeltida ursprung. 
Församlingen var på medeltiden annexförsamling i pastoratet Lillkyrka och Arnö, för att därefter till 1799 utgöra ett eget pastorat. Från 1799 till 1943 var församlingen annexförsamling i pastoratet Vallby och Arnö.  Församlingen upplöstes 1943 då huvuddelen uppgick i Kungs-Husby församling och mindre delar till Vallby och Aspö församlingar.

## Kyrkor
- Arnö kyrka